# Lolita - I peccati di Hollywood
Lolita - I peccati di Hollywood (Quiet Days in Hollywood) è un film del 1997 diretto da Josef Rusnak.

## Trama
Lolita è una delle donne che anima i quartieri hollywoodiani di notte. La sua vita cambia quando un attore, Peter Blaine, confuso riguardo alle sue preferenze sessuali, decide di passare una focosa notte con lei.

## Distribuzione
- Germania: 17 luglio 1997
- Italia: 24 agosto 2005